# (500296) 2012 QU13
(500296) 2012 QU13 es un asteroide perteneciente al cinturón de asteroides, descubierto el 16 de agosto de 2012 por el equipo del Pan-STARRS desde el Observatorio de Haleakala, Hawái, Estados Unidos.

## Designación y nombre
Designado provisionalmente como 2012 QU13.

## Características orbitales
2012 QU13 está situado a una distancia media del Sol de 3,089 ua, pudiendo alejarse hasta 3,516 ua y acercarse hasta 2,661 ua. Su excentricidad es 0,138 y la inclinación orbital 17,33 grados. Emplea 1983,07 días en completar una órbita alrededor del Sol.
Los próximos acercamientos a la órbita de Júpiter se producirán el 12 de enero de 2075, el 10 de enero de 2085 y el 9 de diciembre de 2144, entre otros.

## Características físicas
La magnitud absoluta de 2012 QU13 es 16,4.